# Habacuque
Habacuque (em hebraico: חֲבַקּוּק‎; romaniz.: Ḥavaqquq), foi um profeta do Antigo Testamento. A etimologia de seu nome não é clara; o nome possivelmente estaria relacionado com o acadiano khabbaququ, o nome de uma planta perfumada, ou a palavra חבק, raiz hebraica que significa "abraçar". É o oitavo dos doze profetas menores, provavelmente, autor do Livro de Habacuque, que leva seu nome.

## Biografia

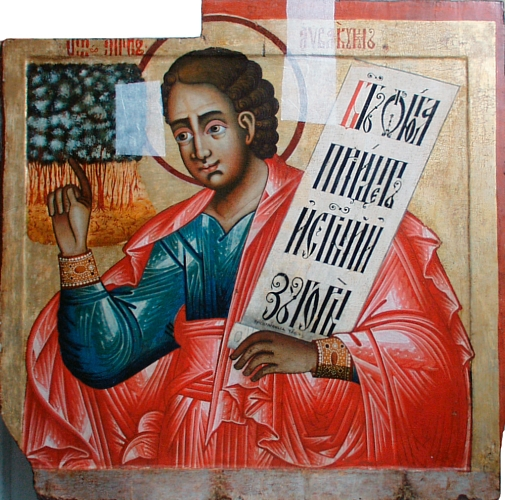
ícone de Habacuque, na Igreja da Transfiguração, no mosteiro de Kizhi, Carélia, Rússia. século XVIII.

Praticamente nada se sabe sobre a história pessoal de Habacuque, exceto pelo que pode ser aferida a partir do texto de seu livro. No entanto, aparece também nos textos deuterocanônicos (Adições em Daniel), quando é ordenado por um anjo, enquanto preparava alimento, a levar a comida para Daniel (que se encontrava na cova dos leões), e Habacuque dizendo que não sabia onde ficava a tal cova foi levado pelo anjo para a cova onde Habacuque entregou o alimento para Daniel que ali se alimentou. 
Habacuque também é mencionado em ´´Vidas dos profetas``, que também registra o seu tempo na Babilônia.  O livro de Habacuque, é composto por cinco profecias sobre a Caldeia e uma canção de louvor a Deus. Desde a ascensão ao poder caldeu é datado de 612 a.C., supõe-se que ele era vivo naquela época, fazendo dele um contemporâneo de Jeremias e Sofonias. Fontes judaicas, porém, não o agrupam com estes dois profetas, que muitas vezes são colocados juntos, então é possível que ele fosse um pouco mais cedo do que eles. O último capítulo de seu livro é uma canção, que serviu de música no Templo de Salomão. É assumido na tradição judaica que ele era um membro do Tribo de Levi.
Habacuque é único entre os profetas que abertamente questiona Deus (1:3 a, 1:13 b). Na primeira parte do primeiro capítulo, o profeta vê a injustiça entre o seu povo e pergunta por que Deus não age: "01:02 Até quando, Javé, clamarei eu, e tu não ouvirás? Grito a ti: Violência, e não salvarás." (Tradução Brasileira da Bíblia).

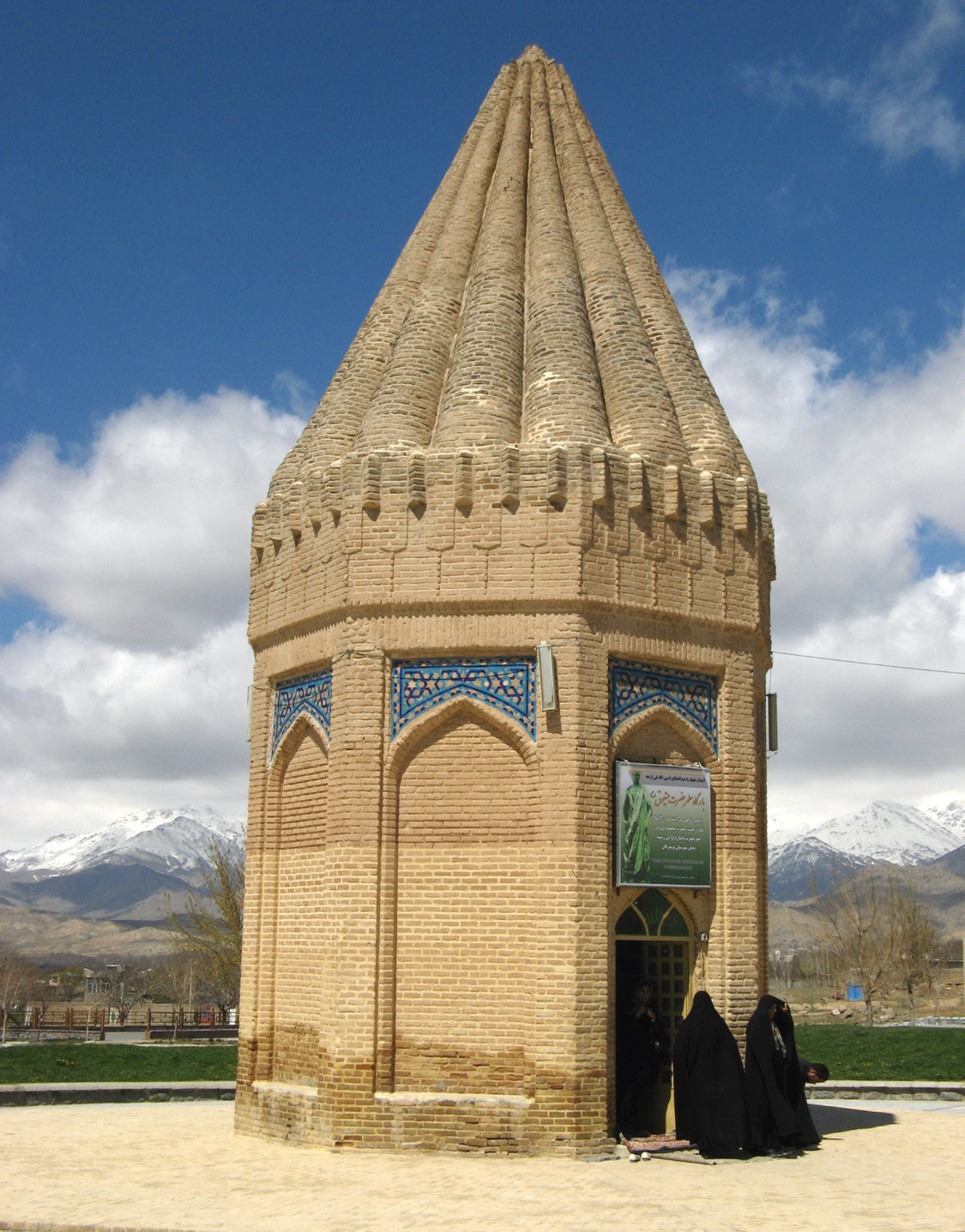
Santuário de Habacuque em Toyserkan, Irã.

O mausoléu na cidade de Toyserkan no oeste do Irã acredita-se ser o local de sepultamento de Habacuque.  Ele é protegido pela Iran Cultural Heritage, que afirma que Habacuque é  guardião para o Templo de Salomão, e que ele foi capturado pelos babilônios e permaneceu em sua prisão por alguns anos. Depois de ser libertado por Ciro, o Grande, ele foi para Ecbátana, e lá permaneceu até sua morte e foi enterrado em algum lugar próximo à atual Toyserkan.
Na Igreja Ortodoxa seu dia de festa é 2 de dezembro. Ele é comemorado com o outro Profeta Menor da Igreja Apostólica Arménia em 31 de julho.